# Lieken
Lieken GmbH en tysk bagerikoncern med hovedkvarter i Lutherstadt Wittenberg, Sachsen-Anhalt. De fremstiller brød og andet bagværk, som bl.a. sælges under mærkerne Golden Toast og Lieken Urkorn.
Siden 2013 har Lieken været en del af tjekkiske Agrofert. De har produktion i byerne Essen, Brehna, Günzburg, Lüdersdorf, Lünen, Crailsheim, Lutherstadt Wittenberg og Bietigheim-Bissingen.